# Тосненский район
То́сненский район — муниципальное образование в составе Ленинградской области.
Административный центр — город Тосно.

## География
Район расположен на юге Ленинградской области. Площадь района 3585,4 км².
Граничит:
- на северо-востоке — с Кировским муниципальным районом;
- на востоке — с Киришским муниципальным районом;
- на юго-востоке — с Новгородской областью (Чудовский и Новгородский районы);
- на юго-западе — с Лужским муниципальным районом;
- на западе — с Гатчинским муниципальным округом;
- на севере — с городом федерального подчинения Санкт-Петербургом.

Расстояние от административного центра района до Санкт-Петербурга — 55 км.

### Рельеф
Тосненский район преимущественно представляет собой плоскую бессточную равнину, известную как Мгинско-Тосненская равнина. Этот рельеф сформирован в основном в результате ледниковых процессов: здесь чередуются абразивно-озерно-ледниковые и аккумулятивные террасированные озерно-ледниковые равнины, а также встречаются холмисто-котловинные участки с камовым рельефом и озовые гряды (сглаженные гряды озов и береговых валов бывших ледниковых бассейнов). Восточнее города Тосно находится массив холмисто-котловинного рельефа, а юго-западнее — озовые гряды. Абсолютные отметки рельефа достаточно высоки, а плато к востоку от района является абродированной морской равнинной поверхностью без следов озерно-ледниковой аккумуляции.

### Реки
Гидрографическая сеть района представлена реками, которые относятся к бассейнам Невы и Волхова. Основные реки Тосненского района:
- Река Тосна — самая длинная река района (121 км), левый приток Невы, протекает почти по всей территории района. Исток расположен в Лужском районе, река течёт по Приневской низине и впадает в Неву у города Отрадное. Средний уклон реки составляет около 0,49 м/км. По берегам Тосны — смешанные леса и болота. В районе Тосно река становится шире, берега поднимаются до 4-5 метров, а в низовьях протекает в заболоченной пойме с завалами и песчаными косами. Основные притоки Тосны — Саблинка и Лустовка. На реке расположены города Тосно, Никольское, Отрадное и посёлок Ульяновка.
- Река Мга — приток Невы, также протекает по территории района.
- Река Тигода — приток Волхова, часть бассейна Волхова.

Гидрографическая сеть района слабо развита, реки и ручьи берут начало в торфяных болотах, что при избыточном увлажнении приводит к переувлажнению почв и заболачиванию территории. Весной реки многоводны, летом часто мелеют. В районе распространены верховые болота с мощным торфяным покровом, который влияет на водный режим почв и растительности.

## История
Тосненский район был образован 19 августа 1930 года. В него вошли город Любань, рабочий посёлок Ульяновка, 15 сельсоветов упразднённого Любанского района, 6 сельсоветов упразднённого Детскосельского района и 9 сельсоветов упразднённого Колпинского района.
| №  | Сельсовет          | Центр                | Расст  | Число НП | Кол-во нас. |
| -- | ------------------ | -------------------- | ------ | -------- | ----------- |
| 1  | Андриановский      | д. Андрианово        | 18     | 11       | 1 764       |
| 2  | Апраксинский       | д. Апраксин Бор      | 55     | 6        | 1 249       |
| 3  | Бабинский          | с. Бабино            | 45     | 4        | 1 832       |
| 4  | Больше-Лисинский   | д. Большое Лисино    | н. св. | 7        | 1 061       |
| 5  | Войскоровский—нац. | д. Войскорово        | н. св. | 9        | 1 352       |
| 6  | Добросельский      | д. Георгиевка        | 55     | 10       | 1 635       |
| 7  | Дубовицкий         | д. Дубовицы          | 55     | 6        | 572         |
| 8  | Замостьевский      | д. Замостье          | 47     | 7        | 1 253       |
| 9  | Ивановский         | с. Ивановское        | 28     | 8        | 1 972       |
| 10 | Каменский          | д. Каменка           | 33     | 13       | 1 472       |
| 11 | Красноборский      | дачн. п. Красный Бор | 18     | 1        | 12 769      |
| 12 | Кривинский         | с. Кривино           | 70     | 5        | 1 302       |
| 13 | Любанский          | г. Любань            | 30     | 10       | 1 831       |
| 14 | Машинский          | д. Лисино            | 38     | 6        | 913         |
| 15 | Мишкинский         | д. Мишкино           | 18     | 7        | 1 722       |
| 16 | Никольский         | с. Никольское        | 18     | 4        | 2 232       |
| 17 | Пельгорский        | с. Пельгора          | 44     | 9        | 1 982       |
| 18 | Погинский—нац.     | д. Поги              | 20     | 14       | 2 470       |
| 19 | Рябовский          | д. Рябово            | 20     | 3        | 1 134       |
| 20 | Тосненский         | c. Тосно             | р. ц.  | 1        | 7 667       |
| 21 | Трубникоборский    | д. Трубников Бор     | 41     | 7        | 1 329       |
| 22 | Ушакинский         | с. Ушаки             | 30     | 1        | 973         |
| 23 | Фёдоровский        | д. Фёдоровское       | 60     | 12       | 3 259       |
| 24 | Федосьинский       | д. Федосьино         | 38     | 3        | 545         |
| 25 | Хоченский          | д. Хоченье           | 38     | 9        | 2 428       |
| 26 | Червинолукский     | д. Червинская Лука   | 55     | 8        | 1 272       |
| 27 | Чудскоборский      | д. Чудской Бор       | 50     | 7        | 1 710       |
| 28 | Шапкинский         | с. Шапки             | 21     | 8        | 1 532       |
| 29 | Эстонский—нац.     | пос. Эстонский       | 12     | 8        | 1 466       |
| 30 | Ям-Ижорский        | с. Ям-Ижора          | 24     | 3        | 2 102       |

20 августа 1935 года дачный посёлок Красный Бор и посёлок Тосно были преобразованы в рабочие посёлки, в связи с этим Красноборский и Тосненский сельсоветы были ликвидированы.
19 августа 1936 года из Тосненского района в Мгинский район передан Ивановский сельсовет, в Слуцкий район — Федоровский сельсовет.
Во время Великой Отечественной войны (конец августа 1941 — январь 1944) район был оккупирован. Было уничтожено более 50 населённых пунктов. Ни поселений, ни жителей не осталось на территориях Добросельского, Кривинского, Мишкинского, Ям-Ижорского сельсоветов.
18 января 1949 года вновь образованный населённый пункт Форносово был отнесён к категории рабочих посёлков.
25 июля 1953 года из ликвидированного Павловского района в Тосненский район был возвращён Федоровский сельсовет.
9 июня 1958 года село Никольское было отнесено к категории рабочих посёлков, Никольский сельсовет упразднён.
9 декабря 1960 года из ликвидированного Мгинского района в Тосненский район были перечислены города районного подчинения Кировск и Петрокрепость, рабочие посёлки Ивановское, Мга, Отрадное, Павлово, Синявино, сельсоветы Березовский и Лезьенский.
1 февраля 1963 года рабочий посёлок Тосно преобразован в город областного подчинения.
В 1963—1965 годах район имел статус Тосненского сельского района.
3 ноября 1965 года населённый пункт Рябово был отнесён к категории рабочих посёлков, Рябовский сельсовет ликвидирован.
1 апреля 1977 года в состав вновь образованного Кировского района переданы 2 города районного подчинения (Отрадное, Петрокрепость), посёлки городского типа (Мга, Павлово, Синявино), а также Березовский и Лезьенский сельсоветы.
Таким образом по данным 1990 года в состав района входили город Любань, 5 посёлков городского типа (Красный Бор, Никольское, Рябово, Ульяновка, Форносово) и 12 сельсоветов (Лисинский, Любанский, Новолисинский, Радофинниковский, Сельцовский, Тарасовский, Тельмановский, Трубникоборский, Ушакинский, Фёдоровский, Чудскоборский, Шапкинский). В том же году рабочий посёлок Никольское был преобразован в город районного подчинения.
18 января 1994 года постановлением главы администрации Ленинградской области № 10 «Об изменениях административно-территориального устройства районов Ленинградской области» изменено название административно-территориальной единицы «сельсовет» на исторически традиционное наименование административно-территориальной единицы России «волость», таким образом в составе района организовано 12 волостей.
17 апреля 1996 года после принятия областного закона № 9-ОЗ «Об административно-территориальном устройстве Ленинградской области» Тосненский район получил статус муниципального образования.
С 1 января 2006 года в соответствии с областным законом № 116-оз от 22 декабря 2004 года «Об установлении границ и наделении соответствующим статусом муниципального образования Тосненский муниципальный район и муниципальных образований в его составе» в составе района образованы 7 городских и 6 сельских поселений. Город Тосно вошёл в состав района как Тосненское городское поселение, из части Шапкинской волости выделено Нурминское сельское поселение, упразднены Любанская, Новолисинская, Радофинниковская, Сельцовская, Тарасовская, Ушакинская, Чудскоборская волости.

## Демография
| 1939     | 1959     | 1970     | 1979     | 1989     | 2002     | 2006     | 2009     | 2010     |
| -------- | -------- | -------- | -------- | -------- | -------- | -------- | -------- | -------- |
| 100 056  | ↘83 795  | ↘74 227  | ↗81 182  | ↘78 500  | ↘77 194  | ↗111 700 | ↘111 286 | ↗122 999 |
| 2011     | 2012     | 2013     | 2014     | 2015     | 2016     | 2017     | 2018     | 2019     |
| ↗123 188 | ↗126 076 | ↗129 254 | ↗130 954 | ↗131 845 | ↘130 023 | ↘129 682 | ↗129 761 | ↘128 327 |
| 2020     | 2021     | 2023     | 2024     | 2025     |          |          |          |          |
| ↘126 915 | ↗136 200 | ↘133 109 | ↘130 546 | ↘130 088 |          |          |          |          |

Динамика численности населения района:
| Год  | Население, чел. | Источник           | Примечание                              |
| ---- | --------------- | ------------------ | --------------------------------------- |
| 1959 | 83 795          | Перепись 1959 года |                                         |
| 1970 | 74 227          | Перепись 1970 года | Без Тосненского горсовета (25 625 чел.) |
| 1979 | 81 182          | Перепись 1979 года | Без Тосно (24 062 чел.)                 |
| 1989 | 78 500          | Перепись 1989 года | Без Тосно (32 459 чел.)                 |
| 2002 | 77 194          | Перепись 2002 года | Без Тосно (38 683 чел.)                 |
| 2010 | 122 999         | Перепись 2010 года |                                         |

В районе расположены 4 города: Тосно, Тельмана, Никольское и Любань.
В районе расположены 4 посёлка городского типа: Ульяновка, Красный Бор, Форносово, Рябово.
20 тысяч жителей района по состоянию на 2008 год работали на предприятиях Санкт-Петербурга.
Национальный состав
По итогам переписи населения 2020 года проживали следующие национальности (национальности менее 0,1 % и другое, см. в сноске к строке «Другие»):
| Национальность | Численность, чел. | Доля     |
| -------------- | ----------------- | -------- |
| Русские        | 118 399           | 86,93 %  |
| Украинцы       | 725               | 0,53 %   |
| Татары         | 469               | 0,34 %   |
| Армяне         | 455               | 0,33 %   |
| Белорусы       | 447               | 0,33 %   |
| Узбеки         | 385               | 0,28 %   |
| Таджики        | 269               | 0,20 %   |
| Азербайджанцы  | 250               | 0,18 %   |
| Цыгане         | 203               | 0,15 %   |
| Другие         | 14 598            | 10,73 %  |
| Итого          | 136 200           | 100,00 % |

## Муниципально-территориальное устройство
Тосненский муниципальный район как административно-территориальная единица делится на 13 поселений, как муниципальное образование — включает 13 муниципальных образований нижнего уровня, в том числе 9 городских поселений и 4 сельских поселения.
| №  | Поселение                          | Административный центр        | Количество населённых пунктов | Население (чел.) | Площадь (км²) |
| -- | ---------------------------------- | ----------------------------- | ----------------------------- | ---------------- | ------------- |
| 1  | Красноборское городское поселение  | городской посёлок Красный Бор | 4                             | ↘4369            | 82,40         |
| 2  | Любанское городское поселение      | город Любань                  | 26                            | ↘8592            | 670,18        |
| 3  | Никольское городское поселение     | город Никольское              | 4                             | ↘22 282          | 138,14        |
| 4  | Рябовское городское поселение      | городской посёлок Рябово      | 1                             | ↘2979            | 76,19         |
| 5  | Тельмановское городское поселение  | город Тельмана                | 4                             | ↘26 781          | 42,25         |
| 6  | Тосненское городское поселение     | город Тосно                   | 19                            | ↘35 282          | 483,52        |
| 7  | Ульяновское городское поселение    | городской посёлок Ульяновка   | 1                             | ↘11 191          | 30,65         |
| 8  | Фёдоровское городское поселение    | городской посёлок Фёдоровское | 4                             | ↘6036            | 52,56         |
| 9  | Форносовское городское поселение   | городской посёлок Форносово   | 10                            | ↘4885            | 126,39        |
| 10 | Лисинское сельское поселение       | посёлок Лисино-Корпус         | 17                            | ↘1842            | 1037,45       |
| 11 | Нурминское сельское поселение      | деревня Нурма                 | 3                             | ↘3336            | 137,06        |
| 12 | Трубникоборское сельское поселение | деревня Трубников Бор         | 16                            | ↘1588            | 713,57        |
| 13 | Шапкинское сельское поселение      | посёлок Шапки                 | 6                             | ↗548             | 65,61         |

1 января 2006 года в Тосненском муниципальном районе сперва было образовано 7 городских поселений и 6 сельских поселений. В связи с изменением категории населенного пункта деревни Фёдоровское, ставшей городским посёлком, 17 июня 2017 года Фёдоровское сельское поселение было преобразовано в Фёдоровское городское поселение. В связи с изменением категории населённого пункта посёлка Тельмана, ставшего городом, 26 мая 2024 года Тельмановское сельское поселение было преобразовано в Тельмановское городское поселение.

### Населённые пункты
В Тосненском районе 115 населённых пунктов.
| №   | Населённый пункт   | Тип                  | Население | Муниципальное образование          |
| --- | ------------------ | -------------------- | --------- | ---------------------------------- |
| 1   | Авати              | деревня              | →10       | Тосненское городское поселение     |
| 2   | Александровка      | деревня              | ↘3        | Трубникоборское сельское поселение |
| 3   | Андрианово         | деревня              | ↘115      | Тосненское городское поселение     |
| 4   | Аннолово           | деревня              | ↘226      | Фёдоровское городское поселение    |
| 5   | Апраксин Бор       | деревня              | ↘20       | Трубникоборское сельское поселение |
| 6   | Бабино             | деревня              | ↗375      | Трубникоборское сельское поселение |
| 7   | Бабино             | посёлок              | ↗44       | Трубникоборское сельское поселение |
| 8   | Бабинская Лука     | деревня              | ↗11       | Трубникоборское сельское поселение |
| 9   | Белоголово         | деревня              | ↘12       | Шапкинское сельское поселение      |
| 10  | Болотница          | деревня              | →28       | Любанское городское поселение      |
| 11  | Большая Горка      | деревня              | ↗4        | Трубникоборское сельское поселение |
| 12  | Большая Кунесть    | деревня              | →2        | Трубникоборское сельское поселение |
| 13  | Большое Переходное | деревня              | →44       | Любанское городское поселение      |
| 14  | Бородулино         | деревня              | →87       | Любанское городское поселение      |
| 15  | Васькины Нивы      | деревня              | →8        | Любанское городское поселение      |
| 16  | Вериговщина        | деревня              | →30       | Любанское городское поселение      |
| 17  | Верхние Сютти      | кордон               | ↗1        | Лисинское сельское поселение       |
| 18  | Войскорово         | посёлок              | ↗1799     | Тельмановское сельское поселение   |
| 19  | Вороний Остров     | деревня              | ↘24       | Трубникоборское сельское поселение |
| 20  | Георгиевское       | деревня              | ↗156      | Тосненское городское поселение     |
| 21  | Гладкое            | посёлок              | ↗740      | Никольское городское поселение     |
| 22  | Глинка             | деревня              | ↗357      | Фёдоровское городское поселение    |
| 23  | Горка              | деревня              | ↗9        | Тосненское городское поселение     |
| 24  | Горки              | деревня              | ↘117      | Нурминское сельское поселение      |
| 25  | Гришкино           | деревня              | ↘11       | Лисинское сельское поселение       |
| 26  | Гуммолово          | деревня              | ↗4        | Лисинское сельское поселение       |
| 27  | Гутчево            | деревня              | ↗6        | Тосненское городское поселение     |
| 28  | Дроздово           | деревня              | ↗8        | Трубникоборское сельское поселение |
| 29  | Дубовик            | деревня              | ↗55       | Лисинское сельское поселение       |
| 30  | Еглизи             | деревня              | ↘55       | Тосненское городское поселение     |
| 31  | Ёглино             | деревня              | ↘10       | Лисинское сельское поселение       |
| 32  | Ерзуново           | деревня              | ↗7        | Шапкинское сельское поселение      |
| 33  | Жары               | деревня              | ↘65       | Тосненское городское поселение     |
| 34  | Жоржино            | деревня              | ↘10       | Нурминское сельское поселение      |
| 35  | Заволожье          | деревня              | →15       | Любанское городское поселение      |
| 36  | Зверинец           | кордон               | ↘1        | Лисинское сельское поселение       |
| 37  | Ивановское         | деревня              | →50       | Любанское городское поселение      |
| 38  | Ильинский Погост   | деревня              | →15       | Любанское городское поселение      |
| 39  | Кайболово          | деревня              | ↗2        | Форносовское городское поселение   |
| 40  | Каменка            | деревня              | ↗24       | Лисинское сельское поселение       |
| 41  | Кастенская         | посёлок ж.д. станции | ↗92       | Лисинское сельское поселение       |
| 42  | Керамик            | посёлок              | ↘11       | Трубникоборское сельское поселение |
| 43  | Кирково            | деревня              | →49       | Любанское городское поселение      |
| 44  | Коколаврик         | деревня              | ↘1        | Трубникоборское сельское поселение |
| 45  | Конечки            | деревня              | ↘3        | Лисинское сельское поселение       |
| 46  | Коркино            | деревня              | →186      | Любанское городское поселение      |
| 47  | Костуя             | деревня              | →60       | Любанское городское поселение      |
| 48  | Красная Дача       | посёлок              | →241      | Любанское городское поселение      |
| 49  | Красный Бор        | городской посёлок    | ↘4336     | Красноборское городское поселение  |
| 50  | Красный Латыш      | деревня              | ↗53       | Тосненское городское поселение     |
| 51  | Куньголово         | деревня              | ↘1        | Форносовское городское поселение   |
| 52  | Ладога             | деревня              | ↗72       | Фёдоровское городское поселение    |
| 53  | Липки              | деревня              | →49       | Любанское городское поселение      |
| 54  | Лисино-Корпус      | посёлок              | ↗916      | Лисинское сельское поселение       |
| 55  | Любань             | город                | ↘4255     | Любанское городское поселение      |
| 56  | Любань             | посёлок              | →1519     | Любанское городское поселение      |
| 57  | Майзит             | хутор                | →25       | Любанское городское поселение      |
| 58  | Малиновка          | кордон               | ↗8        | Лисинское сельское поселение       |
| 59  | Малое Переходное   | деревня              | →30       | Любанское городское поселение      |
| 60  | Машино             | деревня              | ↘8        | Лисинское сельское поселение       |
| 61  | Мельница           | деревня              | ↗34       | Тосненское городское поселение     |
| 62  | Мишкино            | деревня              | ↗39       | Красноборское городское поселение  |
| 63  | Мыза               | деревня              | →0        | Форносовское городское поселение   |
| 64  | Надино             | деревня              | ↘19       | Шапкинское сельское поселение      |
| 65  | Нижние Сютти       | кордон               | ↘1        | Лисинское сельское поселение       |
| 66  | Никольское         | город                | ↘21 186   | Никольское городское поселение     |
| 67  | Новая              | деревня              | ↘6        | Форносовское городское поселение   |
| 68  | Новинка            | деревня              | →99       | Любанское городское поселение      |
| 69  | Новолисино         | деревня              | ↘1211     | Тосненское городское поселение     |
| 70  | Новолисино         | деревня              | ↘28       | Форносовское городское поселение   |
| 71  | Нурма              | деревня              | ↗3188     | Нурминское сельское поселение      |
| 72  | Обуховец           | посёлок              | →116      | Любанское городское поселение      |
| 73  | Пельгора           | деревня              | →13       | Любанское городское поселение      |
| 74  | Пери               | кордон               | →23       | Лисинское сельское поселение       |
| 75  | Пионер             | деревня              | ↘180      | Тельмановское сельское поселение   |
| 76  | Поги               | деревня              | ↗209      | Форносовское городское поселение   |
| 77  | Померанье          | деревня              | ↗160      | Трубникоборское сельское поселение |
| 78  | Попрудка           | деревня              | →25       | Любанское городское поселение      |
| 79  | Поркузи            | деревня              | ↗1        | Красноборское городское поселение  |
| 80  | Примерное          | деревня              | ↗28       | Тосненское городское поселение     |
| 81  | Пустынка           | деревня              | ↘61       | Никольское городское поселение     |
| 82  | Пустынька          | посёлок ж.д. станции | ↘5        | Никольское городское поселение     |
| 83  | Радофинниково      | посёлок              | ↘854      | Лисинское сельское поселение       |
| 84  | Рамболово          | деревня              | →10       | Форносовское городское поселение   |
| 85  | Рамцы              | деревня              | →26       | Любанское городское поселение      |
| 86  | Рублёво            | деревня              | ↗56       | Тосненское городское поселение     |
| 87  | Русская Волжа      | деревня              | →19       | Любанское городское поселение      |
| 88  | Ручьи              | деревня              | ↘4        | Трубникоборское сельское поселение |
| 89  | Рынделево          | деревня              | ↘8        | Форносовское городское поселение   |
| 90  | Рябово             | городской посёлок    | ↘2979     | Рябовское городское поселение      |
| 91  | Сельцо             | посёлок              | →2440     | Любанское городское поселение      |
| 92  | Сиголово           | деревня              | ↗27       | Шапкинское сельское поселение      |
| 93  | Сидорово           | деревня              | ↘24       | Тосненское городское поселение     |
| 94  | Староселье         | деревня              | ↘37       | Шапкинское сельское поселение      |
| 95  | Строение           | посёлок              | ↘159      | Тосненское городское поселение     |
| 96  | Сустье-Конец       | деревня              | →37       | Любанское городское поселение      |
| 97  | Тарасово           | деревня              | ↘845      | Тосненское городское поселение     |
| 98  | Тельмана           | город                | ↘23 407   | Тельмановское городское поселение  |
| 99  | Тосно              | город                | ↘31 676   | Тосненское городское поселение     |
| 100 | Трубников Бор      | деревня              | ↘720      | Трубникоборское сельское поселение |
| 101 | Турово             | деревня              | ↘3        | Лисинское сельское поселение       |
| 102 | Ульяновка          | городской посёлок    | ↘11 191   | Ульяновское городское поселение    |
| 103 | Усадище            | деревня              | ↘39       | Тосненское городское поселение     |
| 104 | Ушаки              | посёлок              | ↘1813     | Тосненское городское поселение     |
| 105 | Ушаки              | село                 | ↗1130     | Тосненское городское поселение     |
| 106 | Фёдоровское        | городской посёлок    | ↗4868     | Фёдоровское городское поселение    |
| 107 | Федосьино          | деревня              | ↗1        | Лисинское сельское поселение       |
| 108 | Феклистово         | деревня              | →16       | Красноборское городское поселение  |
| 109 | Форносово          | городской посёлок    | ↘4566     | Форносовское городское поселение   |
| 110 | Черемная Гора      | деревня              | ↗12       | Трубникоборское сельское поселение |
| 111 | Чудской Бор        | деревня              | ↘157      | Трубникоборское сельское поселение |
| 112 | Шапки              | посёлок              | ↗476      | Шапкинское сельское поселение      |
| 113 | Шумба              | деревня              | →8        | Форносовское городское поселение   |
| 114 | Ям-Ижора           | деревня              | ↗179      | Тельмановское сельское поселение   |
| 115 | Ямок               | деревня              | →12       | Любанское городское поселение      |

У дороги А120, в трёх километрах от станции Стекольный имеется территория Стекольный, на картах разного времени обозначаемая как Саблино, Тосно Стекольный, Тосно II (Стекольный), посёлок Стекольный. Расположенная там «Ульяновская основная общеобразовательная школа № 2» имеет адрес г. Тосно, микрорайон ГО-1, юридический адрес ГП Тосненское, тер. Стекольный, д. 11. Исторически военный городок назывался посёлком Стекольный, хотя формально место не считалось населённым пунктом. У жителей одного и того же дома в штампе о прописке могли поставить улицу ГО-1 или посёлок Стекольный. В Стекольном базируется 1490-й гвардейский зенитный ракетный полк, на 2018 год население городка составляло более 2 тысяч человек.

## Транспорт

### Автомобильные дороги
По территории района проходят автодороги:
- М10 (E 105) «Россия» (Москва — Санкт-Петербург)
- М11 (Скоростная автомобильная дорога Москва — Санкт-Петербург)
- А120 (Санкт-Петербургское южное полукольцо)
- 41А-003 (Кемполово — Шапки)
- 41А-004 (Павлово — Мга — Луга)
- 41К-028 (Ульяновка — Отрадное)
- 41К-169 (подъезд к г. Колпино)
- 41К-170 (Поги — Новолисино)
- 41К-171 (Апраксин Бор — Трубников Бор)
- 41К-172 (Смердыня — Липки)
- 41К-173 (Ям-Ижора — Никольское) «Никольское шоссе»
- 41К-174 (подъезд к пос. Фёдоровское)
- 41К-175 (Лисино-Корпус — Радофинниково)
- 41К-176 (Павловск — Косые Мосты)
- 41К-178 (обход пос. Шапки)
- 41К-268 (подъезд к пос. Гладкое)
- 41К-827 (подъезд к дер. Георгиевское)
- 41К-828 (подъезд к дер. Красный Латыш)
- 41К-830 (подъезд к совхозу «Ушаки»)
- 41К-836 (подъезд к дер. Нечеперть)
- 41К-837 (подъезд к дер. Ерзуново)
- 41К-838 (подъезд к дер. Сельцо)
- 41К-839 (подъезд к дер. Сустье-Конец)
- 41К-844 (Смердыня — Чудской Бор)
- 41К-845 (Любань — Коркино)
- 41К-846 (Рябово — Пельгора)
- 41К-848 (подъезд к дер. Примерное)
- 41К-849 (подъезд к дер. Захожье)
- 41К-850 (подъезд к дер. Ладога)
- 41К-851 (подъезд к дер. Новолисино)
- 41К-854 (подъезд к пл. Кастенская)
- 41К-858 (подъезд к дер. Гришкино)
- 41К-859 (подъезд к дер. Машино — Турово)
- 41К-860 (Поги — Рынделево)
- 41К-861 (Новая — Рамболово)
- 41К-872 (подъезд к дер. Староселье)
- 41К-882 (Ушаки — Гуммолово)
- 41К-884 (подъезд к пос. Войскорово)

## Известные люди
- Степанова, Мария Александровна (род. 1979) — российская баскетболистка, бронзовый призёр Олимпийских игр 2004 и 2008[53]
- Чудаковский, Михаил Павлович (1926—1993) — советский и российский учёный, лауреат Государственной премии СССР

### Почётные граждане
Почётные граждане Тосненского района, награждённые государственными орденами.
- Блинников, Сергей Александрович, Герой Советского Союза
- Митраков, Виктор Дмитриевич, Герой Советского Союза
- Тимофеев, Северьян Петрович, Герой Советского Союза
- Фёдоров, Николай Фёдорович, Герой Социалистического Труда
- Осипенко, Николай Семенович, Орден Трудового Красного Знамени
- Смирнов, Иван Степанович, Орден Великой Отечественной войны II степени, два ордена Красной Звезды
- Хабаров, Иван Филиппович, орден «За заслуги перед Отечеством» II степени

### В районе родились
- Томберг, Елизавета Степановна (1909—1988) — актриса театра, народная артистка СССР (1959)

## Главы органов власти
Источник, до 2005 года

| Первые секретари Тосненского райкома партии - Волков, Алексей Петрович (1930—1931) - Николаев, Илья Иванович (1931—1932) - Ковалёв, Иван Алексеевич (1932—1937) - Корчагин, Фёдор Александрович (1937) - Балясников, Михаил Дмитриевич (1937—1938) - Новиков, Сергей Андреевич (1939) - Комаров, Дмитрий Алексеевич (1939—1940) - Крючин, Сергей Андреевич (1940—1941) - Сотников, Алексей Иванович (1944—1946) - Федосеев, Дмитрий Мванович (1946—1948) - Карахаров, Николай Степанович (1948—1949) - Шахматов, Дмитрий Степанович (1949—1957) - Комендантов, Семён Филиппович (1957—1963) Секретари парткома пригородного производственного совхозно-колхозного управления - Наумов, Владимир Иванович (1963—1964) - Гришаков, Николай Иванович (1964) Первые секретари Тосненского горкома партии - Гришаков, Николай Иванович (1965—1968) - Казаков, Виктор Владимирович (1968—1970) - Фёдоров, Николай Фёдорович (1970—1988) - Хабаров, Иван Филиппович (1988—1990) - Быстрова, Зинаида Николаевна (1990—1991) | Председатели Тосненского райисполкома До 1944 г. данные не сохранились - Орлов, Серафим Михайлович (1944—1945) - Ермаков, Николай Васильевич (1945—1949) - Петров, Николай Петрович (1950—1953) - Белик, Пётр Михайлович (1953—1955) - Батурин, Пётр Михайлович (1955—1958) - Васьковский, Михаил Романович (1959—1960) - Пылаев, Роман Гаврилович (1961—1962) - Рощин, Анатолий Иванович (1963) Председатели Тосненского горисполкома - Коротцов, Стефан Ефимович (1963—1965) - Алексеев, Иван Андреевич (1965—1974) - Мосин, Павел Георгиевич (1975—1983) - Соколов, Юрий Васильевич (1983—1990) - Хабаров, Иван Филиппович (1990—1993) Главы администрации МО «Тосненский район Ленинградской области» - Хабаров, Иван Филиппович (1993—2007) - Дернов, Владимир Павлович (10 августа 2007 — 25 октября 2017) - Гончаров, Валерий Захарович (13 ноября 2017, и. о. — 21 декабря 2017 — 2019) - Клементьев, Андрей Геннадьевич (3 июня 2019, и. о. — 18 октября 2019 — 10 декабря 2024) - Носов, Михаил Игоревич (с 10 декабря 2024) Главы Тосненского МО - Баранов, Сергей Владимирович (с 14 мая 2007) - Захаров, Виктор Валентинович (25 сентября 2014 — 23 сентября 2021) - Канцерев, Александр Львович (с 23 сентября 2021) |